# 黑山—俄羅斯關係

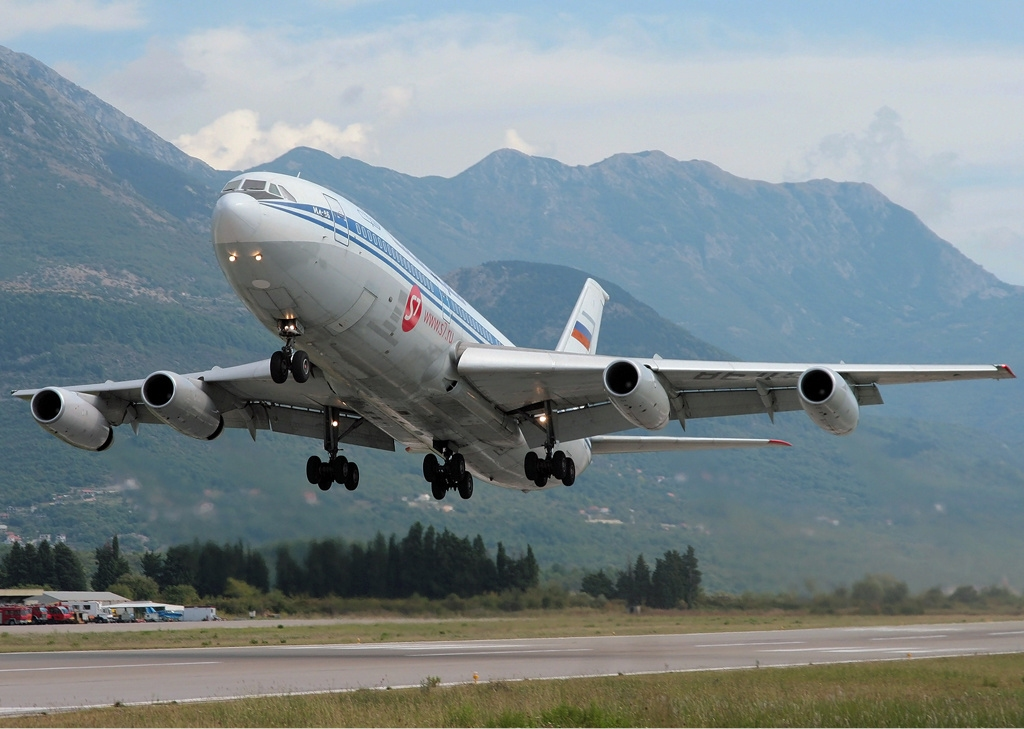
一架正由俄羅斯到黑山的客機

黑山－俄羅斯关系（俄语：Российско-черногорские отношения），是指俄罗斯联邦和黑山之間的雙邊關係，黑山在莫斯科設有大使館，并兼辖黑山在白俄罗斯、哈萨克斯坦等国的相关事务。俄羅斯亦於波德戈里察設大使館。两国皆为以斯拉夫语族语言为官方语言的国家，亦是歐洲安全與合作組織的成员国。

## 歷史
1710年，領導黑山獨立的弗拉基卡·達尼洛前往俄羅斯帝國，以求獲得沙俄的認可；莫斯科承諾提供援助，並宣布俄國將在黑山獨立中擔任「保護者」的角色；在此期間，俄羅斯正參與俄土戰爭。
在日俄戰爭中，黑山是俄羅斯的盟友，有黑山志願軍加入俄羅斯軍隊；在1905年，日本承認黑山獨立，並宣布結束戰爭及簽訂和平條約。
2006年6月3日，黑山宣布脫離塞爾維亞與蒙特內哥羅國家共同體，重新成為主權國家，同年6月26日，俄罗斯与黑山建交。
2022年，俄罗斯发动对乌克兰的军事行动，黑山政府强烈谴责俄罗斯对乌克兰的军事侵略。总统米洛·久卡诺维奇也在Twitter上表示「俄罗斯违反了所有国际法基本原则，破坏欧洲安全，危及欧洲稳定。我们与欧盟领导人一道呼吁俄罗斯紧急结束敌对行动，从乌克兰撤军并尊重乌克兰的领土完整和主权」。黑山跟隨歐美一同對俄國進行制裁。同年3月7日，俄羅斯聯邦政府通過對其採取「不友善舉動」的國家與地區名單，黑山也被列入。

## 文化關係

### 旅行与签证

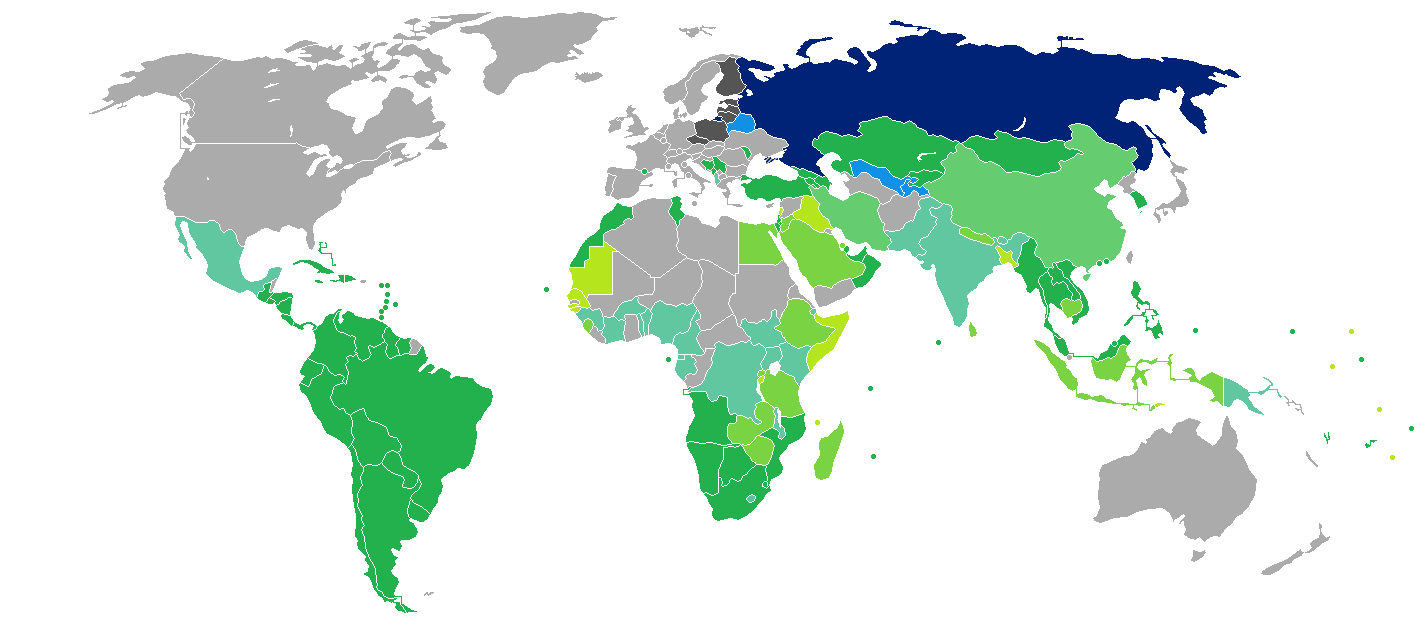
持俄罗斯護照的俄罗斯公民簽證要求分布圖：入境蒙特內哥羅可以免簽證。

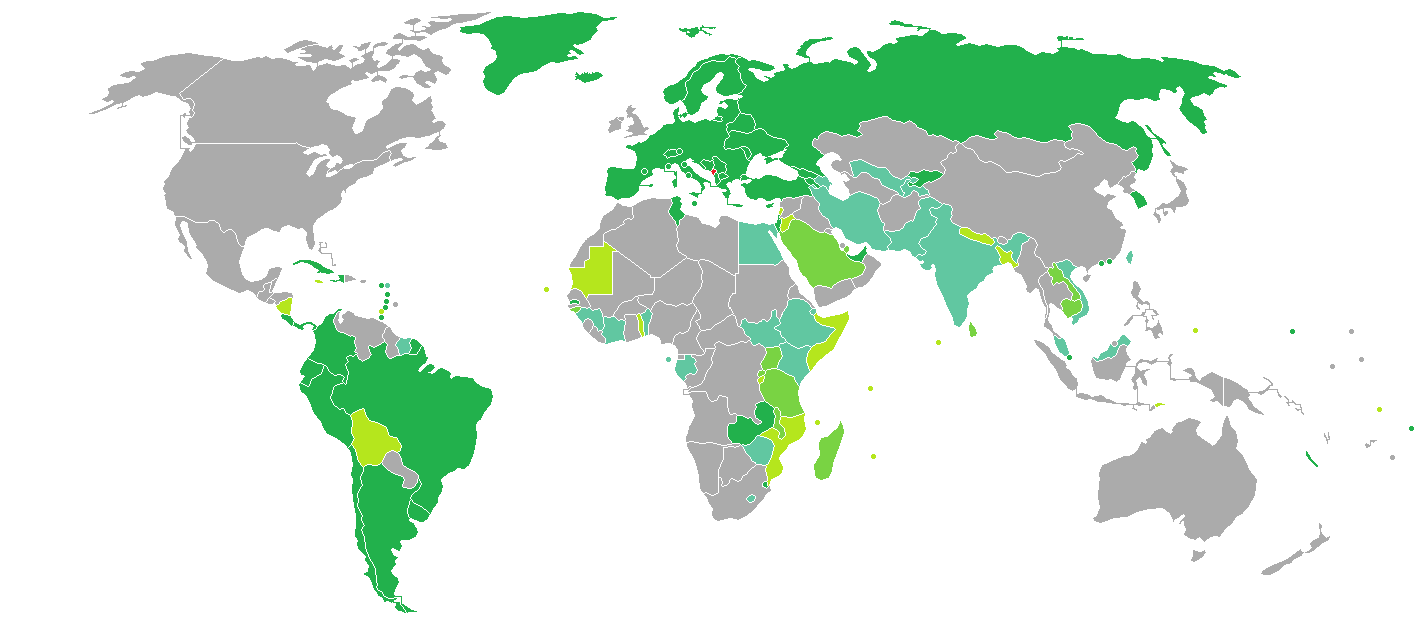
持蒙特內哥羅護照的蒙特內哥羅公民簽證要求分布圖：入境俄罗斯可以免簽證。

自2008年起，黑山和俄羅斯兩國旅客互訪均免簽證。黑山被公認為是俄羅斯遊客最青睞的旅遊目的地之一；2011年夏季，超過20%俄羅斯遊客到訪了黑山。

## 經濟關係
俄羅斯對黑山經濟的影響力很大，德國國際和安全事務研究所於2010年指出黑山經濟是“牢牢掌握在俄羅斯手中”：2012年有報導指俄羅斯商人在32%的黑山外資企業中持多數股份，同年有俄羅斯媒體指俄羅斯公民擁有至少40%的黑山房地產物業。2012年9月，克羅地亞的新聞門戶網站的高布斯稱黑山為俄羅斯的「殖民地」。